# Hagapoolen
Hagapoolen, vid Hagakyrkan,  var en fontän i centrala Göteborg, bakom Kurs- och tidningsbiblioteket. Den började på 1980-talet att användas för skateboardåkning när fontänen inte var igång och fick benämningen Hagapoolen. Betonggrytor gjorda för skateboardåkning kallas även pooler. Den var känd för att vara svåråkt med tvära transitioner, det vill säga tvära övergångar mellan horisontella och vertikala ytor.
Under hösten 2009 beslutade Göteborgs Park och Naturförvaltning att poolen skulles fyllas med jord och planteras med prydnadsgräs och perenner. Detta eftersom de ansåg att skateboardåkandet orsakat skador på fontänens teknik och damm som medfört stora kostnader. Protester mot beslutet skedde bland annat i form av en namninsamling. Den 10 november 2009 var poolen fylld med jord, och våren 2010 skedde planteringen.